# Grant Massie
Grant Massie, britanski general, * 1896, † 1964.